# Yeovil
Yeovil (/ˈjoʊvəl/ YOH-vəl) là một thị trấn và xã (civil parish) có dân số chừng 45.000 người, ở huyện South Somerset. Nó nằm trong vùng bầu cử nghị viện Anh Yeovil. Thị trấn nằm gần biên giới phía nam của Somerset với Dorset, cách Luân Đôn 130 dặm (210 km), cách Bristol 40 dặm (64 km), cách Sherborne 6 dặm (9,7 km) và cách Taunton 30 dặm (48 km)].
Vào thế kỷ XX, nó trở thành một trung tâm của công nghiệp máy bay và quân sự (nổi bật là hãng Westland Aircraft), khiến nó trở thành mục tiêu ném bom trong Chiến tranh Thế giới thứ hai. Thêm vào đó, Fleet Air Arm có một sân bay, RNAS Yeovilton (HMS Heron), là nơi đáp chính cho trực thăng Westland Wildcat và Westland EH101 của Hải quân Hoàng gia, chỉ cách thị trấn vài dặm về phía bắc, và Bộ Quốc phòng cũng tiếp nhận nhiều nhân công địa phương. Nhiều công ty chế biến và bán lẻ đặt trụ sở ở thị trấn.
Công viên Yeovil (gồm cả Ninesprings) là một trong những không gian ngoài trời cho các hoạt động giáo dục, văn hóa và thể thao. Một địa điểm tôn giáo đáng chú ý là Nhà thờ Thánh Gioan Tẩy Giả dựng lên từ thế kỷ XIV. Thị trấn nằm bên đường A30 và A37 và có hai trạm xe lửa trên hai tuyến đường sắt khác nhau. Cũng có một bảo tàng đường sắt nhỏ tại đây.